# Sardenara

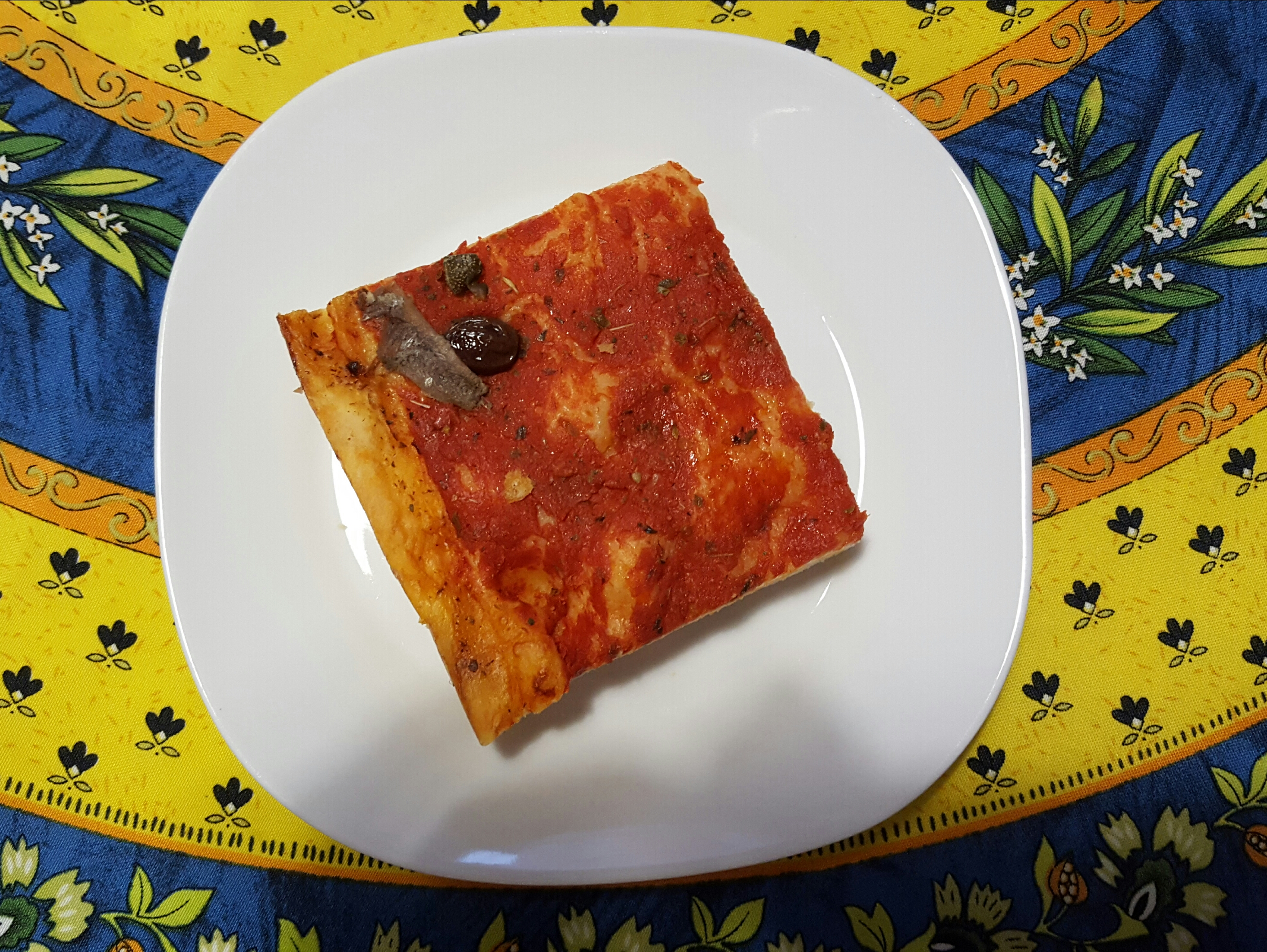
Sardenara

La Sardenara  (o denominada Sardenaira o pizza de la Liguria) es una especie snack en forma de pizza muy popular en el oeste de Liguria.

## Características
Se suele elaborar al igual que las pizzas, con la particularidad de que es puesta en el horno empleando bandejas rectangulares. Generalmente se suele cortar en pequeñas proporciones: al igual que la pizza al taglio. La base de esta pizza es generalmente fina y ligeramente crujiente, de grosor de aproximadamente 15mm y está elaborada de masa de pan de harina de trigo, en algunas ocasiones mezclada con harina de patata. El topping suele componerse de salsa de tomate y cebollas cocinadas, al servir suele decorarse con alcaparras, ajo, olivas cortadas de origen local, orégano (curniuera), anchoas, y aceite de oliva. Se sueele comprar dos de estos snacks, de ta forma que se junten las partes interiores y se pueda comer como si de un bocadillo se tratara, de esta forma se puede comer sin que se ensucien los dedos.